# Gli osservatori
Gli osservatori (Those Who Watch) è un romanzo di fantascienza dello scrittore statunitense Robert Silverberg del 1967.

## Trama
(Robert Silverberg, Gli osservatori)
Un'astronave proveniente dal pianeta Dirna sorvola il Nuovo Messico; non è la sola astronave dirnana che, nel 1982, è impegnata a pattugliare la Terra osservandola ad alta quota. L'equipaggio della nave spaziale, come abitudine dirnana, è composto da un "gruppo sessuale" di tre elementi, insieme da più di un secolo: due maschi, il più anziano Mirtin e il capo informale Vorneen, e una femmina, Glair. L'astronave ha un'avaria e, per cercare di riparare il guasto al nucleo di fusione, l'equipaggio è costretto a disattivare il dispositivo di occultamento. Nonostante ora siano visibili non c'è pericolo che i terrestri li attacchino visto che di frequente vi sono stati altri avvistamenti senza conseguenze. Il gruppo tenta di risolvere l'avaria ma il problema si aggrava sempre di più e, in automatico, un segnale di soccorso viene inviato alle altre molte altre astronavi dirnane di pattuglia. Vorneen è costretto a prendere una grave e delicata decisione e ordina all'equipaggio di abbandonare in fretta l'astronave prima che il nucleo di fusione esploda.
Gli osservatori dirnani presenti intorno alla Terra vengono equipaggiati con un esoscheletro artificiale che li fa assomigliare ai terrestri; solo analisi cliniche ne rileverebbero le differenze. Il loro vero corpo è connesso a questo esoscheletro e sono talmente in simbiosi con esso che non sopravviverebbero senza. I tre dirnani, dopo aver indossato l'equipaggiamento standard per effettuare il salto, si gettano nel vuoto, verso la superficie della Terra cadendo nei pressi di Albuquerque. L'astronave, dopo pochi minuti, esplode in cielo. Sulla Terra alcuni abitanti notano lo strano bagliore.
La stragrande maggioranza di chi vede l'esplosione la scambia per una stella cadente. Ma non tutti. Charley Estancia, undici anni, ha visto l'esplosione in cielo ed il suo amico Marty Moquino asserisce che sia stata provocata da un disco volante. Kathryn Mason, vedova di un pilota, arriva alle medesime conclusioni di Marty analizzando il fenomeno in modo diverso. Quello appena visto non è un fenomeno naturale e nemmeno un fenomeno creato dall'uomo. Tom Falkner è un colonnello del SOA - Studio Oggetti Atmosferici. La sua carriera era incominciata come astronauta del progetto Apollo, il progetto che portò gli uomini sulla Luna. Poi gli diagnosticarono un problema fisico e fu la fine del suo sogno e della carriera militare. Da lì fu spostato al Progetto Blue Book, il progetto dell'aeronautica militare americana dove finivano tutti i militari non più utili, nato con il preciso scopo di tranquillizzare l'opinione pubblica americana sull'esistenza dei dischi volanti. Poi il progetto fu rinominato SOA. Anche i radar del SOA hanno notato qualche cosa di anormale. Tom Falkner ed il suo assistente Bronstein organizzano una ricerca dell'oggetto rilevato dai loro sofisticati strumenti. Per caso si imbattono in una donna svenuta, Glair, che indossa una strana tuta spaziale e le prestano soccorso.
Nel frattempo, mentre passeggia nel deserto con il suo cane, Charley Estancia fa un incontro imprevisto. Si imbatte in Mirtin, uno degli alieni, gravemente ferito: ha la spina dorsale del suo esoscheletro danneggiata e non è in grado di muoversi. Dopo un primo momento di smarrimento, Charley aiuta Mirtin a ripararsi in una grotta. Mirtin è costretto a rivelare a Charley la propria vera origine e anche che la sua provenienza: il suo pianeta di origine ruota attorno a una stella presente nella costellazione che i terrestri chiamano Orione.

Anche Kathryn Mason ha uno strano incontro: di notte, incuriosita da strani rumori provenienti dal retro dell'abitazione, esce di casa e trova un uomo ferito. Sollevandolo, si rende conto che è stranamente leggero malgrado la corporatura robusta. Lo porta in casa e lo adagia sul letto. Con alcune difficoltà riesce a togliergli una specie di tuta protettiva; mentre effettua questa operazione il dirnano, Vorneen, si risveglia.
L'esplosione dell'astronave dirnana ha attirato l'attenzione di altri alieni, i kranazoi, le cui astronavi, come quelle dei dirnani, pattugliano lo spazio intorno alla Terra. Uno dei loro equipaggi ha registrato l'esplosione appena avvenuta ed ha osservato i tre membri dirnani gettarsi nel vuoto verso la superficie terrestre, in piena violazione dei trattati di pace, che stabiliscono che la Terra sia un territorio neutrale. Ogni violazione può provocare gravi ripercussioni, persino la guerra. Anche i kranazoi come i dirnani hanno un esoscheletro artificiale che li fa assomigliare ai terrestri. Bar-48-Codon-adf, membro dell'equipaggio kranazoi, sospetta che l'esplosione sia stata solo un pretesto dei dirnani per poter scendere sulla Terra in aperta violazione dei trattati di pace; decide quindi di scendere sulla Terra per indagare e capire le vere intenzioni dei nemici.
Intanto passano i giorni e Glair si sveglia. Tom Falkner si è preso cura di lei ed ha scoperto la sua provenienza non terrestre. Non riesce a spiegarsi il motivo per cui non l'ha consegnata alle autorità militari o portata in un ospedale militare. Anche Mirtin è stato fortunato: Charley Estancia, il ragazzino terrestre che l'ha trovato e trascinato dentro ad una grotta, lo sta nutrendo e dissetando in cambio di piccole informazioni su Dirna. Anche a Vorneer le cose stanno andando tutto sommato bene; Kathryn ha capito che non è un umano, ma si sta prendendo cura di lui con amorevole dedizione. Nel frattempo i dirnani hanno captato il segnale di soccorso e si sono messi alla ricerca dei tre dispersi; dalla postazione permanente dirnana sulla Terra è partita una squadra di soccorso. Tale postazione è del tutto abusiva e se i Kranazoi scoprissero la sua esistenza potrebbe scoppiare una guerra tra Dirna e Kranaz. Intanto le relazioni emotive dei tre extraterrestri con i loro rispettivi conoscenti umani si stanno intensificando e approfondendo; Glair e Tom hanno una relazione e lo stesso avviene tra Kathryn e Vorneen. Bar-48-Codon-adf, sceso sulla Terra, si è messo subito alla ricerca dei dirnani, informandosi sulla palla di fuoco osservata nel cielo alcune sere prima.
Uno dei membri della missione di soccorso dirnana si imbatte, per puro caso, nel kranazoi che è sbarcato sulla Terra, riconoscendolo; la stessa missione riesce inoltre a individuare Mirtin e a recuperarlo. A sua volta Glair viene individuata dai suoi simili, anche grazie all'aiuto involontario del kranazoi sbarcato. Stessa sorte è toccata anche a Vorneer. Entrambi vengono portati via e si ricongiungono a Mirtin. Tutti e tre gli alieni si congedano dai loro salvatori, non senza reciproca tristezza.
Grazie ai suggerimenti dei dirnani, Kathryn Mason e Tom Falkner si incontrano e incominciano a frequentarsi.

## Personaggi
MirtinMaschio dirnano, il più anziano dell'equipaggio.
GlairFemmina dirnana, occultata nel corpo di un'affascinante donna terrestre.
VorneenMaschio dirnano e capo informale dell'equipaggio, occultato nel corpo di un bellissimo uomo terrestre.
Charley EstanciaUndicenne terrestre.
Kathryn MasonDonna terrestre vedova di un pilota dell'USAF, Ted, disperso l'anno precedente in una guerra in Siria.
Jilly MasonLa figlia di Kathryn.
Tom FalknerUn colonnello del SOA, quarantatreenne divorziato e con problemi di carattere esistenziale.
BronsteinUn capitano del SOA, assistente del colonnello Falkner.
Bar-51-Codon-bgtMembro dell'equipaggio kranazoi, di sesso neutro.
Bar-48-Codon-adfPilota della nave kranazoi, sceso sulla Terra alla ricerca dei naufraghi dirnani camuffato sotto le spoglie di un terrestre, David Bridger.
Bar-79-Codon-zzzMembro dell'equipaggio kranazoi, di sesso femminile.
Sartak-Thuw-LeenorUno dei "gruppi sessuali" dirnani inviati alla ricerca dei naufraghi.

## Edizioni
- (EN) Robert Silverberg, Those Who Watch, 1ª ed., Signet Books, 1967.
- Robert Silverberg, Gli osservatori, traduzione di Maurizio Nati, introduzione di Sandro Pergameno, Cosmo, Editrice Nord, 1980.